# Грета Герман
Грета Герман (нім. Grete Hermann, 2 березня 1901, Бремен — 15 лютого 1984, Бремен) — німецька математикиня і філософиня, відома своїми роботами в галузі математики, фізики, філософії та освіти. Особливо відомі її ранні філософські роботи з основ квантової механіки і спростування теореми фон Неймана про відсутність теорії прихованих параметрів, тобто детерміністичної теорії, яка узгоджується зі статистичними прогнозами квантової механіки.

## Математичні роботи
Грета Герман вивчала математику в Геттінгенському університеті під керівництвом Еммі Нетер. У 1926 році вона захистила докторську дисертацію (Die Frage der endlich vielen Schritte in der Theorie der Polynomideale), яка була опублікована в Mathematische Annalen і стала однією з основоположних робіт для комп'ютерної алгебри. Герман описала алгоритми вирішення багатьох завдань загальної алгебри, таких як перевірка належності елемента кільця многочленів цього ідеалу, і дала оцінки складності цих алгоритмів. Її алгоритм примарного розкладу ідеалу використовується дотепер.

## Асистент Нельсона
З 1925 по 1927 рік Грета Герман працювала асистентом Леонарда Нельсона. Разом з Міною Шпехт вони опублікували посмертну роботу Нельсона System der philosophischen und Ethik Pädagogik.

## Квантова механіка
У своїх філософських роботах Герман особливо цікавилася основами фізики. У 1934 році вона переїхала до Лейпцига «в зв'язку з необхідністю узгодження неокантіанської концепції причинності й сучасної квантової механіки». У Лейпцигу відбувся інтенсивний обмін думками за цією темою між Гретою Герман, Карлом фон Вайцзеккером і Вернером Гейзенбергом. У власних роботах того часу Герман приділяла особливу увагу відмінностям між прогнозованістю і причинністю. Пізніше вона опублікувала роботу The foundations of quantum mechanics in the philosophy of nature, яку Гейзенберг назвав «одним з кращих ранніх філософських досліджень нової квантової механіки». У цій роботі Герман приходить до наступного висновку:
Квантова механіка змушує нас […] відкинути припущення абсолютності наших знань про природу і розглядати закон причинності незалежно від цього припущення. Таким чином, квантова механіка зовсім не заперечує закон причинності, але прояснює і відокремлює його від принципів, не обов'язково з ним пов'язанихГрета Герман, The foundations of quantum mechanics in the philosophy of nature
У 1935 році Грета Герман опублікувала статтю, що вказує на явну помилку в доказі фон Неймана, яка претендувала на те, щоб довести неможливість теорії прихованих параметрів для квантової механіки. Ця стаття довгий час залишалась не поміченою фізиками: помилка в доказі була знову знайдена Джоном Беллом в 1966 році, а на пріоритет Грети Герман вказав Макс Джеммер в 1974 році. Дехто з науковців стверджували, що якби критика Герман не залишалася невідомою в ці десятиліття, вона б зробила великий вплив на розвиток квантової механіки; зокрема, вона поставила б під питання прийняття копенгагенської інтерпретації квантової механіки.

## Еміграція та пізні роки
У 1936 році Герман емігрувала в Данію, а пізніше до Франції і Великої Британії. Після закінчення Другої світової війни вона повернулася до Західної Німеччини. Вона була призначена професором філософії та фізики у Педагогічній Вищій школі Бремена. З 1961 по 1978 роки вона очолювала Філософсько-політичну академію — організацію, засновану Нельсоном в 1922 році.